# Liste der Orgeln zwischen Elbe und Weser
In dieser Liste der Orgeln zwischen Elbe und Weser sind die erhaltenen historischen Orgeln und überregional bedeutenden Orgelneubauten im Elbe-Weser-Dreieck verzeichnet. Diese Liste ist eine Ergänzung zum Hauptartikel Orgellandschaft zwischen Elbe und Weser, wo sich auch die zugrunde liegende Literatur findet.
In der vierten Spalte sind die hauptsächlichen Erbauer angeführt; eine Kooperation mehrerer Orgelbauer wird durch Schrägstrich angezeigt, spätere Umbauten durch Komma. In der sechsten Spalte bezeichnet die römische Zahl die Anzahl der Manuale, ein großes „P“ ein selbstständiges Pedal und ein kleines „p“ ein nur angehängtes Pedal, die arabische Zahl in der vorletzten Spalte die Anzahl der klingenden Register. Bedeutende erhaltene historische Gehäuse (mit modernen Orgeln) werden durch Kursivierung angezeigt.
| Ort                           | Kirche                             | Bild | Orgelbauer                                                                                               | Jahr                                                                        | Manuale | Register | Bemerkungen |
| ----------------------------- | ---------------------------------- | ---- | --- | --------------------------------------------------------------------------- | ------- | -------- | --- |
| Ahausen                       | Ev.-luth. Kirche                   |      | Johann Hinrich Röver                                                                                     | 1864                                                                        | II/P    | 11       | |
| Altenbruch                    | St.-Nicolai-Kirche                 |      | Johannes Coci, Matthias Mahn(?), Hans Christoph Fritzsche, Matthias Dropa, Johann Hinrich Klapmeyer      | 1497–1501, 1577, 1647–1649, 1698–1700, 1727–1730                            | III/P   | 35       | 8 ältere Register, 12–13 (ganz oder teilweise) von Fritzsche, 4 von Dropa, 9 von Klapmeyer (ganz oder teilweise) erhalten → Orgel der St.-Nicolai-Kirche (Altenbruch)                                                                              |
| Apensen                       | Ev.-luth. Kirche                   |      | Philipp Furtwängler                                                                                      | 1853                                                                        | II/P    | 19       | Etwa die Hälfte der Register erhalten |
| Belum                         | St. Vitus                          |      | Georg Wilhelm Wilhelmy, Rowan West                                                                       | 1786, 2001                                                                  | II/p    | 11       | Neubau hinter historischem Prospekt |
| Bevern (Bremervörde)          | Heilig-Kreuz-Kirche                |      | Johann Hinrich Röver, Alfred Führer                                                                      | 1880, 1987                                                                  | II/P    | 16       | Fast vollständig erhalten; 1987 erweitert |
| Beverstedt                    | Fabian und Sebastian               |      | Arp Schnitger, Johann Hinrich Röver, Peter Tappe, Schmidt & Thiemann                                     | 1709, 1851, 1857, 1966                                                      | II/P    | 24       | 2 Register von Schnitger erhalten |
| Bexhövede                     | Johannes der Täufer                |      | Gebr. Hillebrand                                                                                         | 1973                                                                        | II/P    |          | |
| Blender                       | Ev.-luth. Kirche                   |      | Philipp Furtwängler, Franz Rietzsch                                                                      | 1852, 2000                                                                  | II/P    | 22       | 12 Register (ganz oder zum Teil) erhalten, Rest rekonstruiert |
| Borstel (Jork)                | St. Nikolai                        |      | Unbekannt, Gottfried Fritzsche, Arp Schnitger, Johann Paul Geycke, Philipp Furtwängler, Gebr. Hillebrand | 2. Hälfte 16. Jahrhundert, 1637/1638, 1677, 1766/1770–1772, 1848–1849, 1993 | II/P    | 22       | aus dem 16. Jahrhundert 4 Register ganz und 7 teilweise und je 1 von Fritzsche, Schnitger und Geycke erhalten, Rest von Hillebrand rekonstruiert, orientiert an Geycke (1772), dessen Prospekt erhalten blieb                                      |
| Bramstedt                     | St.-Jacobi-Kirche                  |      | Marcus Hinrich Petersen, Gebr. Hillebrand                                                                | 1787, 1971/1993–1994                                                        | II/P    | 17       | Neubau hinter historischem Prospekt |
| Bremervörde                   | St. Liborius                       |      | Erasmus Bielfeldt, Gebr. Hillebrand                                                                      | 1728–1733, 1962–1963                                                        | III/P   | 32       | Neubau hinter historischem, aber umgebautem Prospekt |
| Brockel                       | Heilig-Kreuz-Kirche                |      | Philipp Furtwängler                                                                                      | 1869                                                                        | II/P    | 17       | Weitgehend erhalten |
| Bülkau                        | St. Johannes der Täufer            |      | Arp Schnitger, Gebr. Hillebrand                                                                          | 1676, 1968                                                                  | II/P    | 22       | Neubau hinter historischem Prospekt; etwa I/10 bei Schnitger |
| Bützfleth                     | St.-Nicolai-Kirche                 |      | Johann Werner Klapmeyer, Gebr. Hillebrand                                                                | 1703–1705, 1985–1986                                                        | II/P    | 22       | Rekonstruktion hinter historischem Gehäuse |
| Buxtehude                     | St. Petri, Hauptorgel              |      | Philipp Furtwängler                                                                                      | 1858–1859                                                                   | III/P   | 52       | Zweitgrößtes Werk Furtwänglers; weitgehend erhalten |
| Buxtehude                     | St. Petri, Chororgel               |      | Rowan West                                                                                               | 2022–2024                                                                   | II/P    | 13       | nach Zerstörung der Vorgänger-Chororgel (Foto) durch die Flutkatastrophe 2021 vollständiger Neubau im veränderten Gehäuse, durch mehrere Orgelbauer 2024 vollendet                                                                                 |
| Cadenberge                    | St.-Nicolai-Kirche                 |      | Johann Hinrich Klapmeyer/Dietrich Christoph Gloger, P. Furtwängler & Hammer                              | 1757/1758–1763, 1936                                                        | II/P    | 28       | Klapmeyers unvollendete Orgel von Gloger fertiggestellt; 18 alte Register (ganz oder teilweise) erhalten |
| Cappel                        | St. Peter und Paul                 |      | Arp Schnitger                                                                                            | 1680                                                                        | II/P    | 30       | Ursprünglich für Hamburg (Dominikanerkloster St. Johannis) gebaut, 1816 nach Cappel überführt; Gehäuse, Prospekt und 18 Register von Schnitger erhalten; 10 weitere alte Register von Schnitger übernommen → Orgel von St. Peter und Paul (Cappel) |
| Cuxhaven                      | St. Petri                          |      | Gerald Woehl                                                                                             | 1993                                                                        | III/P   | 49       | Symphonische Orgel |
| Dedesdorf                     | St. Laurentius                     |      | Arp Schnitger                                                                                            | 1697–1698                                                                   | II/P    | 18       | Manual-Gehäuse und 10 Register erhalten; II/p/12 bei Schnitger |
| Dorum                         | St.-Urbanus-Kirche                 |      | Johann Matthias Schreiber, Gebr. Hillebrand                                                              | 1765–1770, 1968                                                             | II/P    | 22       | Neubau hinter historischem Prospekt |
| Drochtersen                   | St. Johannis und Catharina         |      | Johann Daniel Busch, Carl Johann Heinrich Röver                                                          | 1780, 1895                                                                  | II/P    | 23       | Prospekt von Busch (II/P/26 bei Busch); letzte und größte Orgel von Röver |
| Elmlohe                       | Liebfrauenkirche                   |      | Johann Georg Wilhelm Wilhelmy, Martin ter Haseborg                                                       | 1842–1856, 2002–2003                                                        | II/P    | 15       | 11 Register original, 4 rekonstruiert |
| Estebrügge                    | St. Martini                        |      | Arp Schnitger, Emanuel Kemper und Sohn                                                                   | 1702, 1959                                                                  | III/P   | 35       | Neubau hinter historischem Prospekt |
| Fintel                        | St. Antonius                       |      | Kristian Wegscheider                                                                                     | 2001                                                                        | II/P    | 16       | Neubau nach Friedrich Friese (Schwerin, 19. Jh.) |
| Fredenbeck                    | Martin-Luther-Kirche               |      | Alfred Führer                                                                                            | 1986–1987                                                                   | II/P    | 20       | Neubau in der Tradition des norddeutschen Orgelbaus → Orgel |
| Freiburg/Elbe                 | St. Wulphardi                      |      | Unbekannt, Peter Tappe, Carl Johann Heinrich Röver, Alfred Führer                                        | 16./17. Jahrhundert, 1837–1839, 1899, 1986                                  | II/P    | 24       | 6 Register aus 16. Jahrhundert, 3 um 1700, weitere aus 19. Jahrhundert, 11 Register von Führer rekonstruiert; Orgel auf den Zustand von 1791 |
| Geversdorf                    | St.-Andreas-Kirche                 |      | Philipp Furtwängler                                                                                      | 1843                                                                        | II/P    | 22       | Weitgehend erhalten |
| Grasberg                      | Ev.-luth. Kirche                   |      | Arp Schnitger                                                                                            | 1693–1694                                                                   | II/P    | 21       | Ursprünglich für Hamburg (Waisenhaus) gebaut, 1788 nach Grasberg überführt; Gehäuse und 14 Register erhalten → Orgel der Grasberger Kirche |
| Grünendeich                   | St. Marien                         |      | Dietrich Christoph Gloger, Rowan West                                                                    | 1766, 2001–2009                                                             | II/p    | 17       | 8 Register erhalten, 9 rekonstruiert |
| Hamelwörden                   | St. Dionysius                      |      | Johann Georg Wilhelm Wilhelmy, Alexander Schuke                                                          | 1843, 1999/2005                                                             | II/P    | 16       | 2 Register erhalten; Rekonstruktion hinter historischem Prospekt in zwei Bauabschnitten, 2009 farbliche Fassung des Gehäuses |
| Harsefeld                     | St. Marien und Bartholomäus        |      | Unbekannt, Friedrich Altendorf, Rowan West                                                               | 16./17. Jahrhundert, 1860–1861, 2001–2002                                   | II/P    | 25       | 12 Register von Altendorf erhalten, zwei aus 16./17. Jh., elf stammen von West. |
| Himmelpforten                 | St. Marien                         |      | Hans Scherer der Ältere, Paul Ott                                                                        | 1587–1590, 1955–1956                                                        | II/P    | 25       | Ursprünglich für Stade, St. Nicolai erbaut; mehrfach eingreifend umgebaut; einiges von Scherer erhalten, anderes in Kirchlinteln |
| Hollern                       | St. Mauritius                      |      | Arp Schnitger, Hendrik Ahrend                                                                            | 1690, 2010–2011                                                             | II/P    | 24       | Gehäuse, Prospekt und 13 Register (ganz oder teilweise) von Schnitger erhalten → Orgel von St. Mauritius (Hollern) |
| Holßel                        | Ev.-ref. Kirche                    |      | Cornelius Geerds Wallies/Dirk Lohman                                                                     | 1756                                                                        | I/p     | 7        | Ursprünglich für die Französisch-reformierte Kirche in Emden gebaut; 1897 Holßel geschenkt |
| Horneburg                     | Liebfrauenkirche                   |      | Johann Matthias Schreiber oder Johann Andreas Zuberbier, Gebr. Hillebrand, Amadeus Junker                | 1755, 1974/1987, 1999                                                       | II/P    | 18       | Neubau hinter historischem Prospekt |
| Horst                         | St. Petri                          |      | Carl Johann Heinrich Röver                                                                               | 1892                                                                        | II/P    | 9        | Pedal bei der Renovierung in den 1990er Jahren von Martin Haspelmath um ein Register ergänzt |
| Intschede                     | St. Michaelis                      |      | Eduard Meyer                                                                                             | 1850                                                                        | II/P    | 16       | Weitgehend erhalten |
| Jork                          | St. Matthias                       |      | Arp Schnitger, Alfred Führer                                                                             | 1678–1679/1709, 1980–1982                                                   | II/P    | 22       | Neubau hinter historischem Prospekt; Gehäuse und Prospekt erhalten; III/P/35 bei Schnitger |
| Kehdingbruch                  | St. Jürgen                         |      | Johann Georg Wilhelm Wilhelmy, Alfred Führer                                                             | 1816–1818, 1959                                                             | I/P     | 16       | Weitgehend erhalten |
| Kirchlinteln                  | St.-Petri-Kirche                   |      | Hans Scherer der Ältere, Paul Ott                                                                        | 1590, 1963                                                                  | II/P    | 17       | Neubau in dem erhaltenen Gehäuse eines Rückpositivs von Scherer, das ursprünglich für Stade, St. Nikolai erbaut wurde |
| Kirchwalsede                  | St. Bartholomäus-Kirche            |      | Philipp Furtwängler                                                                                      | 1878                                                                        | II/P    | 12       | |
| Kirchwistedt                  | Johannes der Täufer                |      | Johann Hinrich Röver                                                                                     | 1863                                                                        | I/P     | 13       | Weitgehend erhalten |
| Krautsand                     | Zum Guten Hirten                   |      | Philipp Furtwängler, Emanuel Kemper                                                                      | 1848–1849, 1960er                                                           | II/P    | 15       | Die Hälfte der Register von Furtwängler im Stil des Neobarock umgearbeitet |
| Krummendeich                  | St. Nicolai                        |      | Jens Steinhoff                                                                                           | 2007–2009                                                                   | I/p     | 9        | Neubau |
| Kuhstedt                      | Erlöserkirche                      |      | P. Furtwängler & Hammer                                                                                  | 1893                                                                        | II/P    | 18       | Weitgehend erhalten |
| Lamstedt                      | St.-Bartholomäus-Kirche            |      | Ernst Röver, Emanuel Kemper                                                                              | 1907, 1955                                                                  | II/P    | 28       | Nachdem 1948 ein Orgelbauer die Hälfte der Register veruntreute, baute Kemper 1955 die pneumatische Orgel in eine mit mechanischer Traktur um |
| Lilienthal                    | St.-Jürgenskirche                  |      | Carl Johann Heinrich Röver                                                                               | 1897                                                                        | II/P    | 12       | Weitgehend erhalten |
| Lilienthal                    | St.-Marien-Kirche                  |      | Johann Hinrich Röver                                                                                     | 1883–1884                                                                   | II/P    | 27       | Weitgehend erhalten |
| Loxstedt                      | St.-Marien-Kirche                  |      | Johann Matthias Schreiber, Georg Wilhelm Wilhelmy, Johann Wolfgang Witzmann, Alfred Führer               | 1767–1771, 1881–1886, 1889                                                  | II/P    | 23       | 14 Register von Schreiber erhalten, 3 von Schreiber übernommen, 4 von Führer rekonstruiert, 2 von Bente, Helsinghausen 2015, Nachthorn 4' im HW und Sesquialtera II im BW                                                                          |
| Lüdingworth                   | St.-Jacobi-Kirche                  |      | Antonius Wilde, Arp Schnitger                                                                            | 1597–1598, 1682–1683                                                        | III/P   | 35       | Gehäuse, Prospekt und 14 Register von Schnitger (ganz oder teilweise) erhalten; viele alte Register Wildes übernommen → Orgel der St.-Jacobi-Kirche (Lüdingworth)                                                                                  |
| Mittelnkirchen                | St. Bartholomäus                   |      | Unbekannt, Arp Schnitger, Jacob Albrecht/Johann Matthias Schreiber, Rudolf von Beckerath                 | 16./17. Jahrhundert, 1688, 1750–1753, 1990–1991                             | II/P    | 31 (32)  | 6–7 Register aus erster Orgel, 6–8 Register von Schnitger (damals II/p/21) und 4–8 von Schreiber erhalten; 2 vakant, Rest rekonstruiert → Orgel von St. Bartholomäus (Mittelnkirchen)                                                              |
| Mulsum (Kutenholz)            | St. Petri                          |      | Johann Hinrich Röver                                                                                     | 1869–1870                                                                   | II/P    | 16       | Weitgehend erhalten |
| Mulsum (Wurster Nordseeküste) | Marien-Kirche                      |      | Gebr. Peternell                                                                                          | 1895                                                                        | II/P    | 15       | Weitgehend erhalten |
| Neuenfelde                    | St. Pankratius                     |      | Arp Schnitger                                                                                            | 1688                                                                        | II/P    | 34       | Gehäuse, Prospekt und 18 Register erhalten → Orgel von St. Pankratius (Neuenfelde) |
| Neuenkirchen (Hadeln)         | St. Marien                         |      | Christoph Donat, Dietrich Christoph Gloger, Johann Georg Wilhelm Wilhelmy                                | 1661–1662, 1738, 1835–1836                                                  | II/P    | 18       | Von den Orgelbauern sind je einige Register erhalten. |
| Neuenkirchen (Schwanewede)    | St.-Johannis-Kirche                |      | Paul Ott                                                                                                 | 1937                                                                        | I/P     | 8        | Instrument der frühen Orgelbewegung |
| Neuenwalde                    | Heilig-Kreuz-Kirche                |      | Carl Johann Heinrich Röver                                                                               | 1887                                                                        | II/P    | 10       | 1917 abgelieferte Prospektpfeifen wurden erst 1987 ersetzt. |
| Neuhaus (Oste)                | Emmauskirche                       |      | Dietrich Christoph Gloger                                                                                | 1744–1745                                                                   | II/P    | 19       | Weitgehend erhalten; besterhaltene Orgel Glogers |
| Nordleda                      | St. Nicolai                        |      | Ernst Röver                                                                                              | 1889–1892                                                                   | II/P    | 20       | Pneumatische Orgel; fast vollständig erhalten |
| Oberndorf (Oste)              | St.-Georgskirche                   |      | Johann Hinrich Röver                                                                                     | 1879                                                                        | II/P    | 25       | Weitgehend erhalten |
| Oederquart                    | St. Johannis                       |      | Arp Schnitger, Gebr. Hillebrand                                                                          | 1678–1682, 1971/2000                                                        | II/P    | 17       | Neubau hinter Gehäuse und Prospekt von Schnitger (ursprünglich III/p/28) |
| Oerel                         | St. Gangolf                        |      | Johann Georg Wilhelm Wilhelmy                                                                            | 1830–1831                                                                   | I/P     | 13       | Unter Verwendung von Teilen der barocken Vorgängerorgel; weitgehend erhalten |
| Oiste                         | Kirche zu Oiste                    |      | Ernst Wilhelm Meyer, Hans Wolf                                                                           | um 1840, 1960er Jahre (?)                                                   | I/P     | 8        | 4 Register (ganz oder teilweise) von Meyer |
| Oldendorf (Landkreis Stade)   | St. Martin                         |      | Erasmus Bielfeldt/Dietrich Christoph Gloger, Rudolf Janke                                                | 1730–1733, 1981                                                             | II/P    | 15       | Neubau hinter hist. Gehäuse |
| Oppeln                        | St. Nicolai                        |      | Johann Hinrich Röver & Söhne                                                                             | 1886                                                                        | II/P    | 10       | Weitgehend erhalten |
| Osten (Oste)                  | St.-Petri-Kirche                   |      | Jacob Albrecht, Gebr. Peternell                                                                          | 1751–1754, 1890                                                             | II/P    | 26       | Neubau von Gebr. Peternell hinter dem Prospekt von Albrecht |
| Osterholz-Scharmbeck          | St. Willehadi                      |      | Erasmus Bielfeldt                                                                                        | 1731–1734/1745                                                              | II/P    | 23       | Weitgehend erhalten → Orgel von St. Willehadi (Osterholz-Scharmbeck) |
| Otterndorf                    | Severikirche                       |      | Antonius Wilde, Hans Riege, Dietrich Christoph Gloger                                                    | 1596, 1661–6162, 1741–1742                                                  | III/P   | 46       | 18 alte Register erhalten, 2 teilweise |
| Padingbüttel                  |                                    |      | Unbekannt                                                                                                | um 1700                                                                     | II/p    |          | Hauptwerk gegenwärtig stillgelegt |
| Posthausen                    | Lukaskirche                        |      | Christian Bethmann                                                                                       | 1832–1833                                                                   | II/P    | 19       | Einzige erhaltene Orgel von Bethmann |
| Ringstedt                     | St. Fabian                         |      | Unbekannt, Georg Wilhelm Wilhelmy, Johann Hinrich Röver, Alfred Führer                                   | vor 1780, 1788, 1871, 1971–1974                                             | II/P    | 18       | 2 Register vor 1780, Neubau durch Wilhelmy (I/P/13), Erweiterungsumbau durch Röver (II/P/18), Neubau durch Führer unter Verwendung der alten Register                                                                                              |
| Ritterhude                    | St.-Johannes-Kirche                |      | P. Furtwängler & Hammer                                                                                  | 1929                                                                        | II/P    | 15       | Eines der ersten Instrumente der Orgelbewegung |
| Rotenburg (Wümme)             | Stadtkirche                        |      | Klais | 1983                                                                        | II/P    | 36       | Neubau hinter neogotischem Gehäuse (1865) |
| Sandstedt                     | St. Johannis                       |      | Berendt Hus, Gebr. Hillebrand, Alfred Führer                                                             | 1671/1680, 1963/1974, 1986                                                  | II/P    | 16       | Neubau hinter historischem Prospekt (Hauptwerk 1963, Pedal 1974, Brustwerk 1986) |
| Stade                         | St. Cosmae et Damiani              |      | Berendt Hus/Arp Schnitger                                                                                | 1668–1688                                                                   | III/P   | 42       | Gehäuse, Prospekt und 35 Register (davon 8 teilweise) erhalten → Orgel von St. Cosmae et Damiani (Stade) |
| Stade                         | St. Wilhadi, Hauptorgel            |      | Erasmus Bielfeldt, Paul Ott                                                                              | 1731–1735, 1937/1963                                                        | III/P   | 40       | Weitgehend erhalten |
| Stade                         | St. Wilhadi, Chororgel             |      | Jens Steinhoff                                                                                           | 2019                                                                        | II/P    | 19       | Neubau im französisch-romantischen Stil |
| Steinau                       | St. Johannis der Täufer            |      | Johann Georg Wilhelm Wilhelmy                                                                            | 1839                                                                        | II/P    | 19       | Nachklang der Schnitger-Schule; 15 Register erhalten |
| Steinkirchen                  | St. Martini et Nicolai             |      | Arp Schnitger                                                                                            | 1685–1687                                                                   | II/P    | 28       | Gehäuse, Prospekt, 18 Register (davon 6 ganz oder teilweise übernommen) und 6 weitere teilweise erhalten → Orgel von St. Martini et Nicolai (Steinkirchen)                                                                                         |
| Twielenfleth                  | St.-Marien-Kirche                  |      | Philipp Furtwängler                                                                                      | 1861                                                                        | II/P    | 19       | Weitgehend erhalten |
| Verden                        | Dom zu Verden, „Romantische Orgel“ |      | Johann Friedrich Schulze, P. Furtwängler & Hammer                                                        | 1850, 1916                                                                  | III/P   | 54       | Neubau hinter historischem Prospekt; bei Schulze III/P/35 |
| Verden (Aller)                | Dom zu Verden, Nordempore          |      | Gebr. Hillebrand                                                                                         | 1968                                                                        | III/P   | 43       | → Orgel |
| Warstade                      | Ev.-luth. Kirche                   |      | P. Furtwängler & Hammer                                                                                  | 1892                                                                        | II/P    | 18       | Kegellade, pneumatisch; weitgehend erhalten |
| Wersabe                       | Ev.-luth. Kirche                   |      | Johann Friedrich Schulze                                                                                 | 1856                                                                        | I/P     | 8        | |
| Westen                        | St. Annen                          |      | Folkert Becker                                                                                           | 1870                                                                        | II/P    | 18       | Weitgehend erhalten |
| Wittlohe                      | St. Jacobi                         |      | P. Furtwängler & Hammer                                                                                  | 1894                                                                        | II/P    | 17       | Pneumatisch |
| Worpswede                     | Maria Frieden                      |      | Emil Hammer                                                                                              |                                                                             | I/P     | 5        | Ursprünglich Hausorgel in Hannover, zwischenzeitlich in der St.-Ansgar-Kirche |
| Worpswede                     | Zionskirche                        |      | Hendrik Ahrend                                                                                           | 2011–2012                                                                   | II/P    | 22       | Neubau in Anlehnung an die Konzeption von Dietrich Christoph Gloger (1763) → Orgel |
| Wremen                        | Willehadi-Kirche                   |      | Gebr. Peternell                                                                                          | 1865                                                                        | II/P    | 21       | |